# Несговоров, Тимофей Егорович
Тимофей Егорович Несговоров (1924, село Салаирка, Тюменский район, Тюменская область, СССР — 19 августа 1943, Краснокутский район, Харьковская область, Украинская ССР, СССР) — сержант Рабоче-крестьянской Красной Армии, участник Великой Отечественной войны, Герой Советского Союза (1944).

## Биография
Родился в 1924 году в селе Салаирка (ныне — Тюменский район Тюменской области). Окончив школу, работал в колхозе трактористом. В августе 1942 года был призван на службу в Рабоче-крестьянскую Красную Армию. Окончил полковую школу. С августа 1942 года — на фронтах Великой Отечественной войны.
К августу 1943 года сержант Тимофей Несговоров командовал отделением 318-го стрелкового полка 241-й стрелковой дивизии 27-й армии Воронежского фронта. Отличился во время Курской битвы. 19 августа 1943 года в бою у села Пархомовка Краснокутского района Харьковской области Украинской ССР со связкой гранат бросился под немецкий танк, ценой своей жизни подорвав его и остановив немецкую контратаку. Похоронен в Пархомовке.
Указом Президиума Верховного Совета СССР «О присвоении звания Героя Советского Союза генералам, офицерскому, сержантскому и рядовому составу Красной Армии» от 10 января 1944 года за «образцовое выполнение боевых заданий командования на фронте борьбы с немецкими захватчиками и проявленные при этом отвагу и геройство» сержант Тимофей Несговоров посмертно был удостоен высокого звания Героя Советского Союза. Также посмертно был награждён орденом Ленина.

## Память
- В честь Несговорова названа улица и установлен памятник в Салаирке[1]
- В школе села Салаирка, в год празднования 95-летия со дня рождения Героя, была установлена "Парта героя". На парте - фотография Тимофея Егоровича, инофрмация о его биографии и подвиге[3].